# هلن جیکوبز
هلن جیکوبز (انگلیسی: Helen Jacobs؛ زاده ۶ اوت ۱۹۰۸ درگذشته ۲ ژوئن ۱۹۹۷) تنیس‌باز اهل ایالات متحده آمریکا بود.